# Joaquim Augusto da Silva Mendes

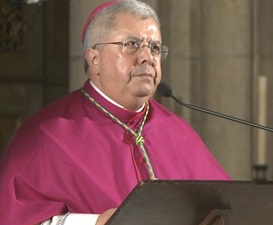
Joaquim Augusto da Silva Mendes 2014

Joaquim Augusto da Silva Mendes SDB (* 14. März 1948 in Castelões de Cepeda, Paredes) ist ein portugiesischer römisch-katholischer Ordensgeistlicher und emeritierter Weihbischof in Lissabon.

## Leben
Joaquim Augusto da Silva Mendes trat der Ordensgemeinschaft der Salesianer Don Boscos bei und legte nach dem Noviziat und der zeitlichen Professzeit am 15. April 1981 die ewigen Ordensgelübde ab. Nach Beendigung der philosophischen und theologischen Studien empfing er am 24. Juli 1983 die Priesterweihe. Nach weiteren Studien erwarb er an der Katholischen Universität Portugal das Lizenziat in Theologie und an der Päpstlichen Universität der Salesianer in Spiritueller Theologie.
Von 1991 bis 199 war er diözesaner Assistent der Katholischen Charismatischen Erneuerung im Bistum Porto. Von 1993 bis 1996 war er Vorsitzender der Regionalkonferenz der Ordensgemeinschaften in diesem Bistum, von 2002 bis 2005 Mitglied in der Leitung der Nationalkonferenz der Ordensgemeinschaften. Von 1999 bis 2005 war er Provinzial der portugiesischen Ordensprovinz, anschließend wirkte er als Leiter der Salesianischen Schule von Manique.
Am 31. Januar 2008 ernannte ihn Papst Benedikt XVI. zum Weihbischof im Patriarchat von Lissabon und zum Titularbischof von Caliabria. Er empfing am 30. März 2008 die Bischofsweihe durch José da Cruz Kardinal Policarpo, den Patriarchen von Lissabon. Mitkonsekratoren waren Manuel José Macário do Nascimento Clemente, Bischof von Porto, und Gilberto Délio Gonçalves Canavarro dos Reis, Bischof von Setúbal.
Papst Franziskus nahm am 10. Dezember 2024 seinen altersbedingten Rücktritt an.